# ダーメン・スタン4200型巡視艇
ダーメン・スタン4100型・4207型・4708型・5009型はオランダの造船会社ダーメン・グループが設計した巡視艇向け船体の一群である。4708型は先進的なシーアックス・バウを備えており、全長46.8メートル（154フィート）、全幅8.11メートル（26.6フィート）で乗員は16～24名、23.8ノットを発揮する。
4207型は全長42.8メートル（140フィート）、全幅7.1メートル（23フィート）で乗員は12名程度、速力22ノットを発揮する
。

## 船体
本型の船体は多数の国から発注を受けており、2011年12月までに35隻が建造された。ほとんどの国では非武装か、小火器のみの装備としている。放水砲を備えるものもある。多くの国は艇尾ランプの装備を指定しており、これにより7.9メートル（26フィート）の複合艇を航行中に展開できる。 また、船首にはサイドスラスターを備えており、混み合った泊地に停泊する際など厳しい条件での操艦が容易になっている。本型は取り回しのよさと快適性でも知られている。多くの艇にはキャタピラー社のエンジンが搭載されている。
| 導入国                           | 導入年 | 導入数 | 型式 | 備考 |
| -------------------------------- | ------ | ------ | ---- | --- |
| オランダ                         | 2001   | 2      | 4207 | 2001年にオランダ政府は税関に2隻配備することを決定し、2001年にVisarend、2002年にZeearendが就役した。 現在はオランダ沿岸警備隊が運用している。 |
| イギリス                         | 2001   | 4      | 4207 | UKBA 42m級税関カッターとして、シーカー、サーチャー、ヴィジラントおよびヴァリアントの4隻を導入し、英国国境局が運用していたが、英国国境局の再編に伴って国境部隊に移管された。                                                                                         |
| ホンジュラス                     | 2013   | 2      | 4207 | ホンジュラス海軍は4207型 2隻（FNH 1401 Lempira と FNH 1402 Morazan）と1102型要撃艇 6隻を2013年に就役させた。 |
| ジャマイカ                       | 2005   | 3      | 4207 | カウンティ型巡視艇としてHMJS サリー、HMJS コーンウォール、HMJS ミドルセックスの3隻が建造された。 建造はオランダで行われ、2006年12月に引き渡しが完了した。 |
| バルバドス                       | 2007   | 3      | 4207 | バルバドス沿岸警備隊が3隻建造。HMBS レオナード・D・バンフィールドとHMBS ラドヤード・ルイスは2008年、HMBS トライデントは2009年の引き渡しが予定されている。 |
| アルバニア                       | 2007   | 4      | 4207 | アルバニア海軍がイリュリアおよびオリーク、リスース、ブトリンティの4隻を運用している。 |
| 南アフリカ共和国                 | 2004   | 3      | 4708 | 南アフリカ農林水産省がリリアン・エンゴイ級沿岸環境監視船としてリリアン・エンゴイ'、ルス・ファースト、ヴィクトリア・ムクセンジュの3隻を運用している。 |
| オランダ領アンティルおよびアルバ | 1998   | 3      | 4100 | ジャギュア、パンター、プーマの3隻がオランダ領アンティルおよびアルバの沿岸警備隊に配備されている。 |
| ベトナム                         | 2004   | 3      | 4100 | ベトナム海上警察が SAR-411、SAR-412、SAR-413の3隻を捜索救難艇として運用している。 |
| カナダ                           | 2009   | 9      | 4207 | 2009年にカナダ水産海洋省が沿岸警備隊向けに9隻購入すると発表し、ヒーロー型巡視艇として2011年に就役した。 |
| メキシコ                         | 2012   | 7      | 4207 | メキシコ海軍がテノチティトラン級沿岸警備艇の最初の2隻を就役させた。ARM テノチティトラン(PC-331)とARM テオティワカン (PC-332)はそれぞれ900万ドルでタマウリパス州タンピコの ASTIMAR 1 で建造され、2012年4月から5月にかけて就役した。2014年には7隻目が発注されている。 |
| メキシコ                         | 2014   | 1      | 5009 | 2014年9月に、7隻目の4207型とともに発注された。 |
| トリニダード・トバゴ             | 2015   | 4      | 5009 | トリニダード・トバゴ政府はダーメン・グループとの間で4年間で4隻の5009型を含む12隻を購入することで合意した。 |
| アメリカ合衆国                   | 2012   | 34     | 4708 | アメリカ沿岸警備隊は24～34隻のセンチネル型カッターを購入する意向を示している。 |
| ブルガリア                       | 2010   | 1      | 4207 | ブルガリア国境警察は2010年7月16日にObzorの引き渡しを受けた。 |
| ベネズエラ                       | 2014   | 6      | 4207 | ベネズエラ海軍は2014年3月に6隻の5009型と6隻の4207型を発注した。いずれもキューバのDAMEX Shipbuilding & Engineeringと協力してUCOCAR造船所で建造される。 |
| ベネズエラ                       | 2014   | 6      | 5009 | ベネズエラ海軍は2014年3月に6隻の5009型と6隻の4207型を発注した。いずれもキューバのDAMEX Shipbuilding & Engineeringと協力してUCOCAR造船所で建造される。 |
| バハマ                           | 2013   | 4      | 4207 | 2013年4月に王立バハマ国防軍が4207型 4隻と3007型巡視艇 4隻、5612型揚陸艦 1隻を発注した。 |
| カタール                         | 2014   | 6      | 5009 | 2014年3月31日にカタール軍は5009型 6隻と52メートル級潜水支援船 1隻を発注した。カタールのNakilat Damen Shipyard Qatarで建造される。 |
| エクアドル                       | 2014   | 2      | 5009 | エクアドル沿岸警備隊が2606型巡視艇に加えて5009型を2隻発注した。 |
| イタリア                         | 2013   | 2      | 5509 | 財務警察の海上部隊がカンティエーレ・ナーヴァレ・ヴィットーリアにダーメンの5509型案に基づいて2隻建造・就役させた。 |